# ابریشم عنکبوت
ابریشم عنکبوت پروتئینی است که توسط عنکبوت تولید می‌شود. عنکبوت از ابریشم خود برای تنیدن تار برای ساخت خانه یا دیگر سازه‌ها استفاده می‌کند که به صورت تار عنکبوتهای مشبک برای شکار دیگر موجودات یا تار و پیله برای فرزندانشان است. بعضی عنکبوت‌های کوچک از تار خود مانند بالون استفاده می‌کنند. یعنی اجازه می‌دهند تار به وسیله باد بالا برود و خودش حرکت کند که معمولاً پس از طی مسافت‌های طولانی متوقف می‌شود که یکی از راه‌های مورد استفاده عنکبوت‌ها برای نقل مکان است. شنیده شده ملوان‌هایی که گفته‌اند عنکبوت‌هایی در کشتی آنها فرود آمده‌اند در حالی که از خشکی خیلی دور بوده‌اند. این ابریشم مرغوب که عنکبوت برای بالون استفاده می‌کند گاسامر نام دارد.
در بعضی موارد عنکبوت‌ها از ابریشم خود به عنوان منبع غذایی نیز استفاده می‌کنند.

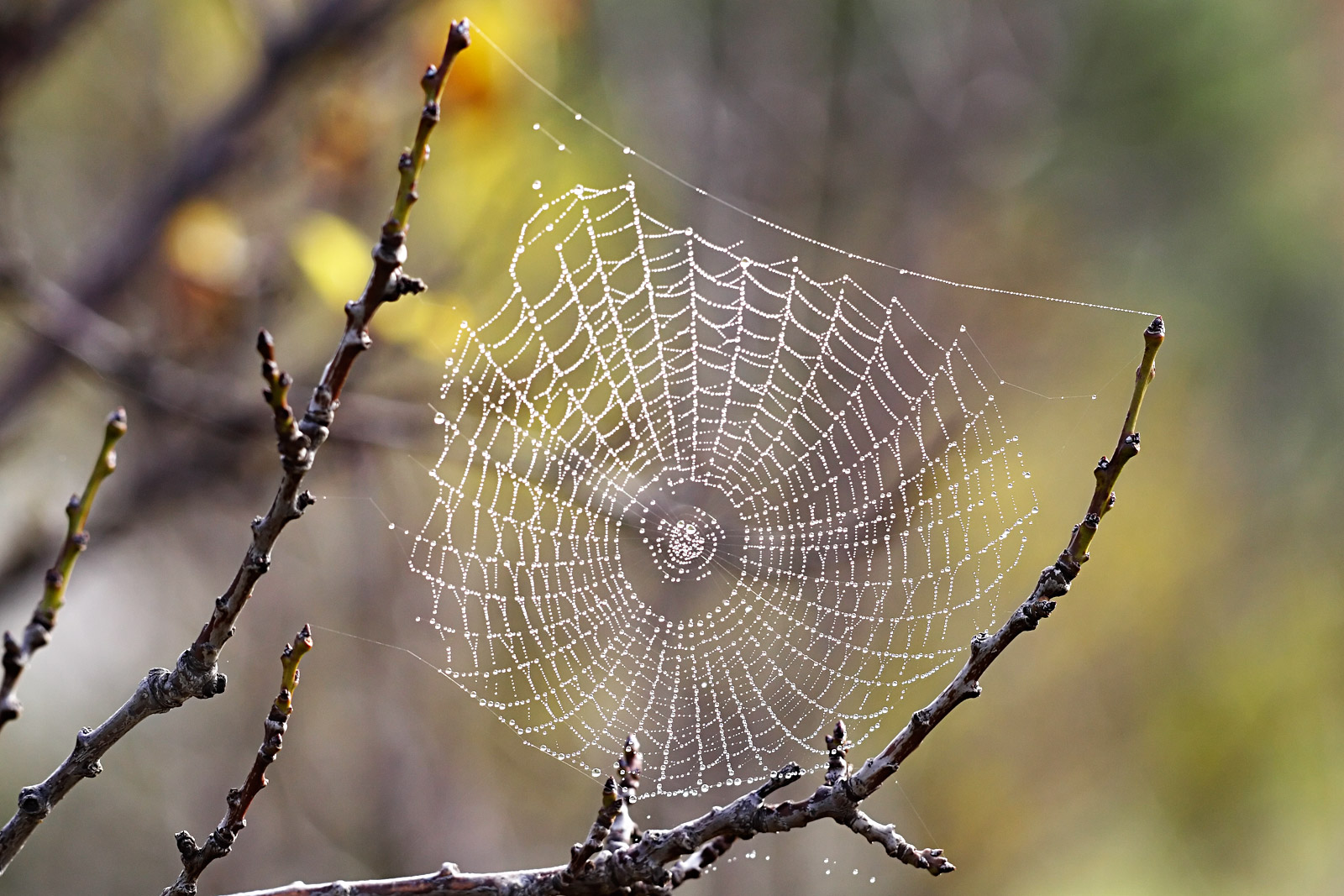
تار عنکبوت

## طبقه‌بندی ابریشم عنکبوت
گونه‌های مختلف عنکبوت، عضو ترشحی مختلفی برای تولید ابریشم‌های مختلف با مصارف گوناگون دارند. از جمله ساخت تار عنکبوت برای خانه، دفاع، شکار و به دام انداختن قربانی، نگهداری از تخم‌ها و جابه جایی (گاسامر برای بالون). مثلاً عنکبوت آرژیوپ نقره‌ای پنج نوع ابریشم دارد که هر کدام با هدف خاصی تولید می‌شود.

## مقاومت
مقاومت کششی یک ابریشم ضخیم برابر با فولاد است و حدود نصف فیلامنت‌های آرامید (که در ضد تیرها استفاده می‌شوند) مانند تارون و کِولار است.

## چگالی
عموماً چگالی ابریشم‌های پروتئینی، یک ششم فولاد است. یعنی یک رشته از این الیاف به طول محیط کره زمین، کمتر از ۵۰۰ گرم وزن خواهد داشت.

## خاصیت کششی
خاصیت کششی این نوع ابریشم به گونه‌ای است که بدون اینکه پاره شوند، بتوانند چهار برابر طول خود کش بیایند.

## استحکام
ترکیب مقاومت و خاصیت کششی، به ابریشم عنکبوت استحکام زیادی داده که برابر با فیلامنت‌های صنعتی پلی آرامید است که خود مبنای الیاف پلیمری مدرن هستند.

## مقاومت در برابر حرارت
در حالی که در طبیعت چنین حالتی بعید است، اما ابریشم عنکبوت می‌تواند مقاومت خود را در ۴۰ تا ۲۲۰ درجه بالای صفر حفظ کند.

## استفاده در پوشاک
به دلیل سختی به دست آوردن مقدار قابل توجهی از ابریشم عنکبوت، فقط یک لباس با استفاده از یک قطعه پارچه (۳٫۴×۱٫۵) طلایی رنگ که در سال ۲۰۰۹ درماداگاسکار تولید شده، دوخته شده‌است. ۸۲ نفر به مدت ۴سال، این ابریشم را از یک میلیون عنکبوت اورب طلایی تولید کردند. این لباس در موزه تاریخ طبیعی آمریکا نگهداری می‌شود.

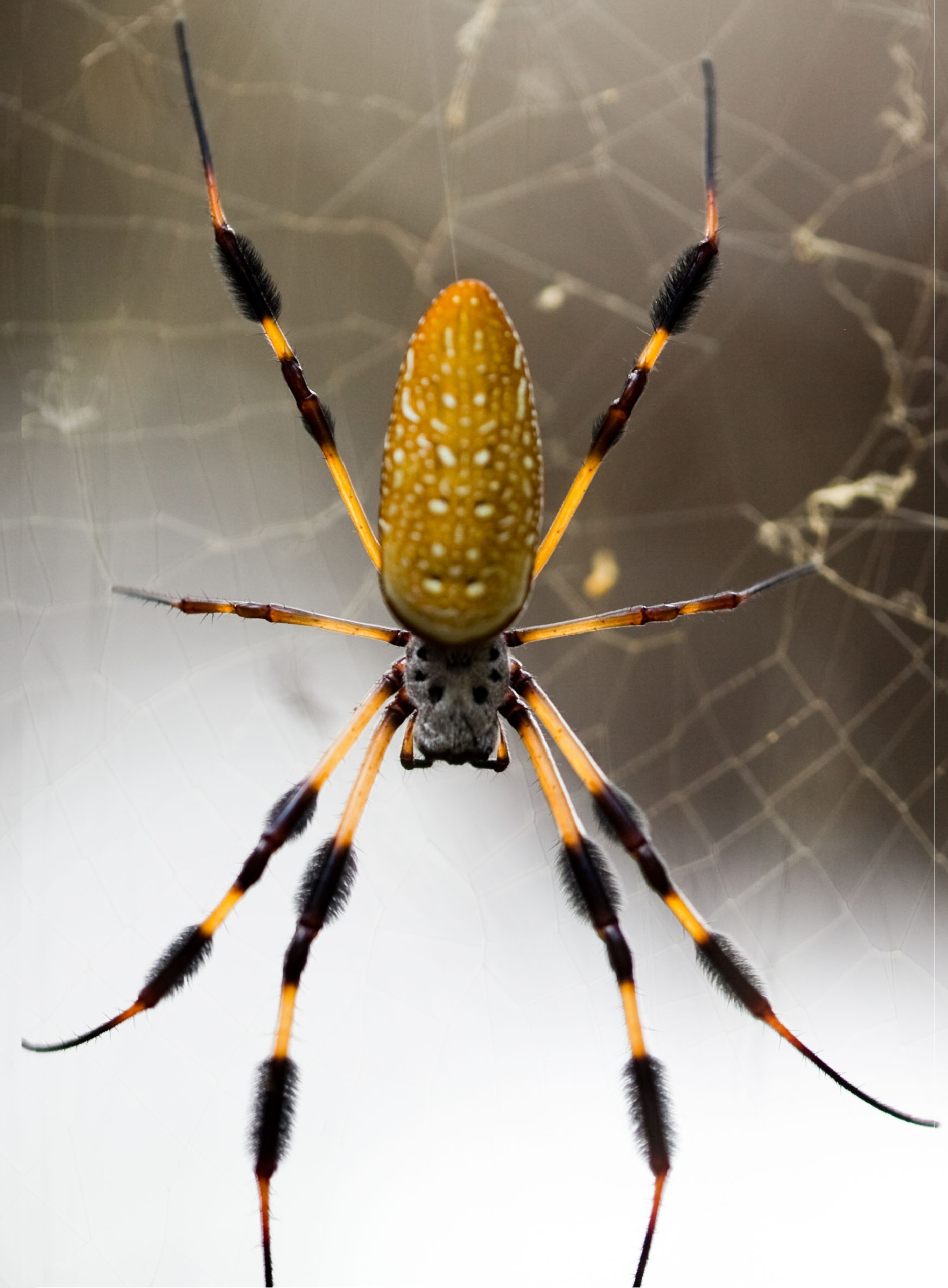
اورب طلایی